# Ernst Twitchell
Ernst Twitchell (* 16. Februar 1863 in Cincinnati; † 5. Juni 1929 ebenda) war ein US-amerikanischer Chemiker.
Ernst Twitchell war der Sohn des Astronomen, Chemikers und Ingenieurs Henry Twitchell. Die Familie hatte deutsche Vorfahren. Er studierte an der University of Cincinnati Chemie mit dem Bachelor-Abschluss 1886. Nach dem Tod seines Vaters musste er noch während des Studiums einen Nebenerwerb suchen, um die Familie zu unterstützen. 1886 wurde er Chemiker und Manager bei der Emery Candle Corp. in Atlanta. Dort erfand er 1897 die Fettspaltung nach Twitchell (Twitchell Process). Die Fette wurden mit 30-prozentiger Schwefelsäure und einem Emulgator versetzt und bei 100 Grad Celsius  in Glycerin und Fettsäuren gespalten. Zur industriellen Umsetzung wurde die Twitchell Process Company gegründet und Twitchell deren Chairman. 1925 ging er aus Gesundheitsgründen in den Ruhestand.
Von ihm stammen auch viele weitere Beiträge zur Fettchemie zum Beispiel analytischer Art.
1917 erhielt er die Perkin Medal und 1915 wurde er Ehrendoktor der University of Cincinnati. 1896 war er Präsident der Sektion Cincinnati der American Chemical Society. 